# Francisco Reis Ferreira
Francisco Reis Ferreira, noto semplicemente come Ferro (Oliveira de Azeméis, 26 marzo 1997), è un calciatore portoghese, difensore dell'Estrela Amadora.

## Caratteristiche tecniche
È un difensore centrale.

## Carriera

### Club
Cresciuto nelle giovanili del Benfica ha esordito con la seconda squadra il 30 gennaio 2016 nel match vinto 2-1 contro l'Oliveirense.
Il 31 gennaio 2022 passa all'Hajduk Spalato in prestito fino al termine della stagione con l'opzione di estensione ad un'altra stagione.
Il 5 febbraio fa il suo debutto con i Bili trovando dopo poco minuti la prima marcatura del match di campionato vinto in casa del HNK Gorica (0-4). Il 26 maggio seguente segna di testa la rete del temporaneo 1-1 nella finale di Coppa di Croazia vinta contro il Rijeka (1-3).
Il 30 giugno seguente, non avendo prolungato il suo prestito con la squadra spalatina, ritorna tra le file delle Águias.
Il 15 luglio si trasferisce tra le file Vitesse in prestito in prestito annuale con diritto di riscatto.
Il 15 febbraio 2023 fa il suo ritorno tra le file dell'Hajduk Spalato, questa volta viene ceduto a titolo definitivo dal Benfica.

### Nazionale
Nel 2017 ha partecipato con la nazionale Under-20 portoghese al mondiale di categoria.

## Statistiche

### Presenze e reti nei club
Statistiche aggiornate al 9 luglio 2024.
| Stagione              | Squadra               | Campionato            | Campionato | Campionato | Coppe nazionali | Coppe nazionali | Coppe nazionali | Coppe continentali | Coppe continentali | Coppe continentali | Altre coppe | Altre coppe | Altre coppe | Totale | Totale |
| Stagione              | Squadra               | Comp                  | Pres       | Reti       | Comp            | Pres            | Reti            | Comp               | Pres               | Reti               | Comp        | Pres        | Reti        | Pres   | Reti   |
| --------------------- | --------------------- | --------------------- | ---------- | ---------- | --------------- | --------------- | --------------- | ------------------ | ------------------ | ------------------ | ----------- | ----------- | ----------- | ------ | ------ |
| 2015-2016             | Benfica B             | SL                    | 8          | 0          |                 | -               | -               |                    | -                  | -                  |             | -           | -           | 8      | 0      |
| 2016-2017             | Benfica B             | SL                    | 30         | 3          |                 | -               | -               |                    | -                  | -                  |             | -           | -           | 30     | 3      |
| Totale Benfica B      | Totale Benfica B      | Totale Benfica B      | 38         | 3          |                 | -               | -               |                    | -                  | -                  |             | -           | -           | 38     | 3      |
| 2018-2019             | Benfica               | PL                    | 13         | 2          | CP+CdL          | 1+0             | 0               | UEL                | 4                  | 0                  | -           | -           | -           | 18     | 2      |
| 2019-2020             | Benfica               | PL                    | 26         | 1          | CP+CdL          | 5+0             | 0               | UCL+UEL            | 5+2                | 1+0                |             | -           | -           | 38     | 2      |
| 2020- gen.2021        | Benfica               | PL                    | 4          | 0          | CP+CdL          | 1+1             | 0               | UEL                | 1                  | 0                  |             | -           | -           | 7      | 0      |
| gen. -giu.2021        | Valencia              | PD                    | 3          | 0          |                 | -               | -               |                    | -                  | -                  |             | -           | -           | 3      | 0      |
| 2021- gen.2022        | Benfica               | PL                    | 0          | 0          | CP+CdL          | 1+1             | 0               | UCL                | 0                  | 0                  |             | -           | -           | 2      | 0      |
| Totale Benfica        | Totale Benfica        | Totale Benfica        | 43         | 3          |                 | 8               | 0               |                    | 12                 | 1                  |             | -           | -           | 63     | 4      |
| gen. -giu.2022        | Hajduk Spalato        | HNL                   | 13         | 1          | HK              | 1               | 1               |                    | -                  | -                  |             | -           | -           | 14     | 2      |
| 2022- gen.2023        | Vitesse               | ED                    | 9          | 0          | CO              | 1               | 0               |                    | -                  | -                  |             | -           | -           | 10     | 0      |
| gen. -giu.2023        | Hajduk Spalato        | HNL                   | 9          | 0          | HK              | 2               | 0               |                    | -                  | -                  | SC          | 1           | 0           | 12     | 0      |
| 2023-2024             | Hajduk Spalato        | HNL                   | 5          | 0          | HK              | 0               | 0               | UECL               | 1                  | 0                  |             | -           | -           | 6      | 0      |
| Totale Hajduk Spalato | Totale Hajduk Spalato | Totale Hajduk Spalato | 27         | 1          |                 | 3               | 1               |                    | 1                  | 0                  |             | 1           | 0           | 32     | 2      |
| 2024-2025             | Estrela Amadora       | PL                    | 0          | 0          | CP+CdL          | 0               | 0               |                    | -                  | -                  |             | -           | -           | 0      | 0      |
| Totale carriera       | Totale carriera       | Totale carriera       | 120        | 7          |                 | 12              | 1               |                    | 13                 | 1                  |             | 1           | 0           | 146    | 9      |

### Cronologia delle presenze e reti in nazionale
| Cronologia completa delle presenze e delle reti in nazionale ― Portogallo under 21 | Cronologia completa delle presenze e delle reti in nazionale ― Portogallo under 21 | Cronologia completa delle presenze e delle reti in nazionale ― Portogallo under 21 | Cronologia completa delle presenze e delle reti in nazionale ― Portogallo under 21 | Cronologia completa delle presenze e delle reti in nazionale ― Portogallo under 21 | Cronologia completa delle presenze e delle reti in nazionale ― Portogallo under 21 | Cronologia completa delle presenze e delle reti in nazionale ― Portogallo under 21 | Cronologia completa delle presenze e delle reti in nazionale ― Portogallo under 21 |
| Data                                                                               | Città                                                                              | In casa                                                                            | Risultato                                                                          | Ospiti                                                                             | Competizione                                                                       | Reti                                                                               | Note                                                                               |
| ---------------------------------------------------------------------------------- | ---------------------------------------------------------------------------------- | ---------------------------------------------------------------------------------- | ---------------------------------------------------------------------------------- | ---------------------------------------------------------------------------------- | ---------------------------------------------------------------------------------- | ---------------------------------------------------------------------------------- | ---------------------------------------------------------------------------------- |
| 5-9-2017                                                                           | Chaves                                                                             | Portogallo under 21                                                                | 2 – 0                                                                              | Galles under 21                                                                    | Qual. Europeo Under-21 2019                                                        | -                                                                                  |                                                                                    |
| 10-10-2017                                                                         | Zenica                                                                             | Bosnia ed Erzegovina under 21                                                      | 3 – 1                                                                              | Portogallo under 21                                                                | Qual. Europeo Under-21 2019                                                        | -                                                                                  |                                                                                    |
| 10-11-2017                                                                         | Costanza                                                                           | Romania under 21                                                                   | 1 – 1                                                                              | Portogallo under 21                                                                | Qual. Europeo Under-21 2019                                                        | -                                                                                  | 24’                                                                                |
| 14-11-2017                                                                         | Paços de Ferreira                                                                  | Portogallo under 21                                                                | 2 – 1                                                                              | Svizzera under 21                                                                  | Qual. Europeo Under-21 2019                                                        | -                                                                                  |                                                                                    |
| 23-3-2018                                                                          | Tondela                                                                            | Portogallo under 21                                                                | 7 – 0                                                                              | Liechtenstein under 21                                                             | Qual. Europeo Under-21 2019                                                        | -                                                                                  |                                                                                    |
| 27-3-2018                                                                          | Neuchâtel                                                                          | Svizzera under 21                                                                  | 2 – 4                                                                              | Portogallo under 21                                                                | Qual. Europeo Under-21 2019                                                        | -                                                                                  |                                                                                    |
| 25-5-2018                                                                          | Estoril                                                                            | Portogallo under 21                                                                | 3 – 2                                                                              | Italia under 21                                                                    | Amichevole                                                                         | -                                                                                  | 77’                                                                                |
| 7-9-2018                                                                           | Paços de Ferreira                                                                  | Portogallo under 21                                                                | 1 – 2                                                                              | Romania under 21                                                                   | Qual. Europeo Under-21 2019                                                        | -                                                                                  |                                                                                    |
| Totale                                                                             |                                                                                    | Presenze                                                                           | 8                                                                                  |                                                                                    | Reti                                                                               | 0                                                                                  |                                                                                    |

## Palmarès

### Club

#### Competizioni nazionali
- Campionato portoghese: 1

Benfica: 2018-2019
- Supercoppa di Portogallo: 1

Benfica: 2019
- Coppa di Croazia: 2

Hajduk Spalato: 2021-2022, 2022-2023